# Římskokatolická farnost – děkanství Opočno
Římskokatolická farnost – děkanství Opočno je územním společenstvím římských katolíků v rychnovském vikariátu královéhradecké diecéze.

## O farnosti

### Historie
Děkanský kostel v Opočně byl vystavěn v renesančním slohu v 16. století. V letech 1677–1950 působil v Opočně řád kapucínů, jehož působení zde násilně ukončila Akce K. Farnost měla sídelního duchovního správce až do roku 2008, znovu pak v letech 2020–2023. Od 4. prosince 2023 je farnost spravovaná excurrendo z Dobrušky, na její správě se podílí dva trvalí jáhnové, Bc. Andy Will Loos a Mgr. Vlastimil Paseka.

#### Přehled duchovních správců
- 1954–1978 R.D. ThDr. Martin Srubjan (22. 3. 1920 – 12. 6. 1991) (interkalární administrátor)
- 1978–1997 Mons. Václav Javůrek (26. 7. 1916 – 25. 6. 2004) (interkalární administrátor)
- 1991–1999 R.D. Miloslav Kopecký (7. 5. 1920 – 29. 6. 1999) (výpomocný duchovní)
- 1997–2007 R.D. Jan Holas (6. 5. 1934 - 5. 6. 2013) (děkan)
- 23. října 2007–31. srpna 2014 P. ThLic. PhDr. Vincent Zonták, CM (12. 1. 1950 – 29. 10. 2018) (administrátor excurrendo z Dobrušky)
- 1. září 2014–30. června 2020 P. ThLic. Augustín Slaninka, CM (administrátor excurrendo z Dobrušky)
- 1. července 2020–3. prosince 2023 R.D. Mgr. Filip Foltán (administrátor)
- od 4. prosince 2023 P. ThLic. Emil Hoffmann, dr., CM (administrátor excurrendo z Dobrušky)[2]

| Fotografie | Kostel                              | Místo      | Bohoslužba                            | Bohoslužba                                  | Poznámka                   |
| ---------- | ----------------------------------- | ---------- | ------------------------------------- | ------------------------------------------- | -------------------------- |
|            | Děkanský kostel Nejsvětější Trojice | Opočno     | neděle                                | 09.15                                       | farní kostel               |
|            | Kostel Narození Páně                | Opočno     | 3. neděle v měsíci úterý pátek sobota | 16.00 (řeckokatolická liturgie) 18.00 17.00 | klášterní kostel           |
|            | Kaple svatého Kříže                 | Opočno     | neslouží se pravidelně                | neslouží se pravidelně                      | hřbitovní kaple            |
|            | Kostel Panny Marie                  | Opočno     | neslouží se pravidelně                | neslouží se pravidelně                      | filiální kostel            |
|            | Oratorium                           | Opočno     | středa                                | 15.00                                       | Domov pro seniory Jitřenka |
|            | Oratorium                           | Opočno     | středa                                | 10.00                                       | Domov pro seniory Rudolf   |
|            | Kostel svatého Jana Křtitele        | Pohoří     | neděle                                | 11.30                                       | filiální kostel            |
|            | Kaple Panny Marie Bolestné          | Semechnice | neslouží se pravidelně                | neslouží se pravidelně                      | kaple                      |
|            | Kaple Panny Marie                   | Trnov      | neslouží se pravidelně                | neslouží se pravidelně                      | kaple                      |